# La Tortue (album)
Pour les articles homonymes, voir Tortue (homonymie).
Albums de Etyl
Les Souris
(2008)
La Tortue est le premier album du projet français Etyl de musique electro-pop, sorti le 6 février 2006.

## Historique
Après quatre années de travail et quelques difficultés de production Etyl a réussi à sortir cet album de chansons intimistes, qui n'est toutefois pas sans rappeler l'approche sonore technologique développée par Émilie Simon, notamment au niveau des boites à musiques utilisées.

## Liste des titres
1. En l'homme
2. Naoiq
3. Bulle
4. Et si jamais
5. Une fois en bas
6. Moi je
7. Kit
8. Désolée
9. Méandres
10. Je savais
11. Histoire de

Les clips vidéos de Naoiq et En l'homme sont présents en bonus sur le CD.